# Vanilla seranica
Vanilla seranica är en orkidéart som beskrevs av Johannes Jacobus Smith. Vanilla seranica ingår i släktet Vanilla och familjen orkidéer. Inga underarter finns listade i Catalogue of Life.